# Ctenotus helenae
Ctenotus helenae är en ödleart som beskrevs av  Storr 1969. Ctenotus helenae ingår i släktet Ctenotus och familjen skinkar. IUCN kategoriserar arten globalt som livskraftig. Inga underarter finns listade i Catalogue of Life.